# Вулиця Вахтанга Горгасалі
Вулиця Вахтанга Горгасалі (груз. გორგასლის ქუჩა) — вулиця в Тбілісі, в районі Ортачала, проходить від мосту Метехі до шосе Марнеулі, частково вздовж берега річки Кури.

## Історія
Із цієї місцевості починалися дороги, що ведуть до Вірменії та Азербайджану. Сюди приходили каравани з Ерівані.
На початку ХІХ століття сюди з центру міста почали переміщатись майстерні та кустарні підприємства. Тут також був великий караван-сарай Тамамшева (побудований в 1835 році) і Халатова (1858 рік, мав три поверхи, 365 кімнат і кілька купольних залів).
Ширина вулиці сягала 8—9 м.
Відкрита у 1850 році. На згадку про цю подію на стіні одного з будинків на вулиці розмістили дошку з написом «Воронцовська вулиця відкрита у 1850 році під час намісництва Його сіятельства князя Михайла Семеновича Воронцова». Повністю закінчена в 1851 році. На плані міста 1876 року на місці нинішньої вулиці вказано дві — Воронцова та Єриванська.
У 1922 році вулиця була перейменована на Комунальну, в 1930-х роках отримала ім'я Олександра М'ясникова (за планом Тифліса 1934 року), а в 1958 — ім'я Вахтанга I Горгасалі.
У 1929 році повінь розмила фундамент караван-сараю. Збереглася забудова кінця XIX — початку XX ст.

## Визначні пам'ятки

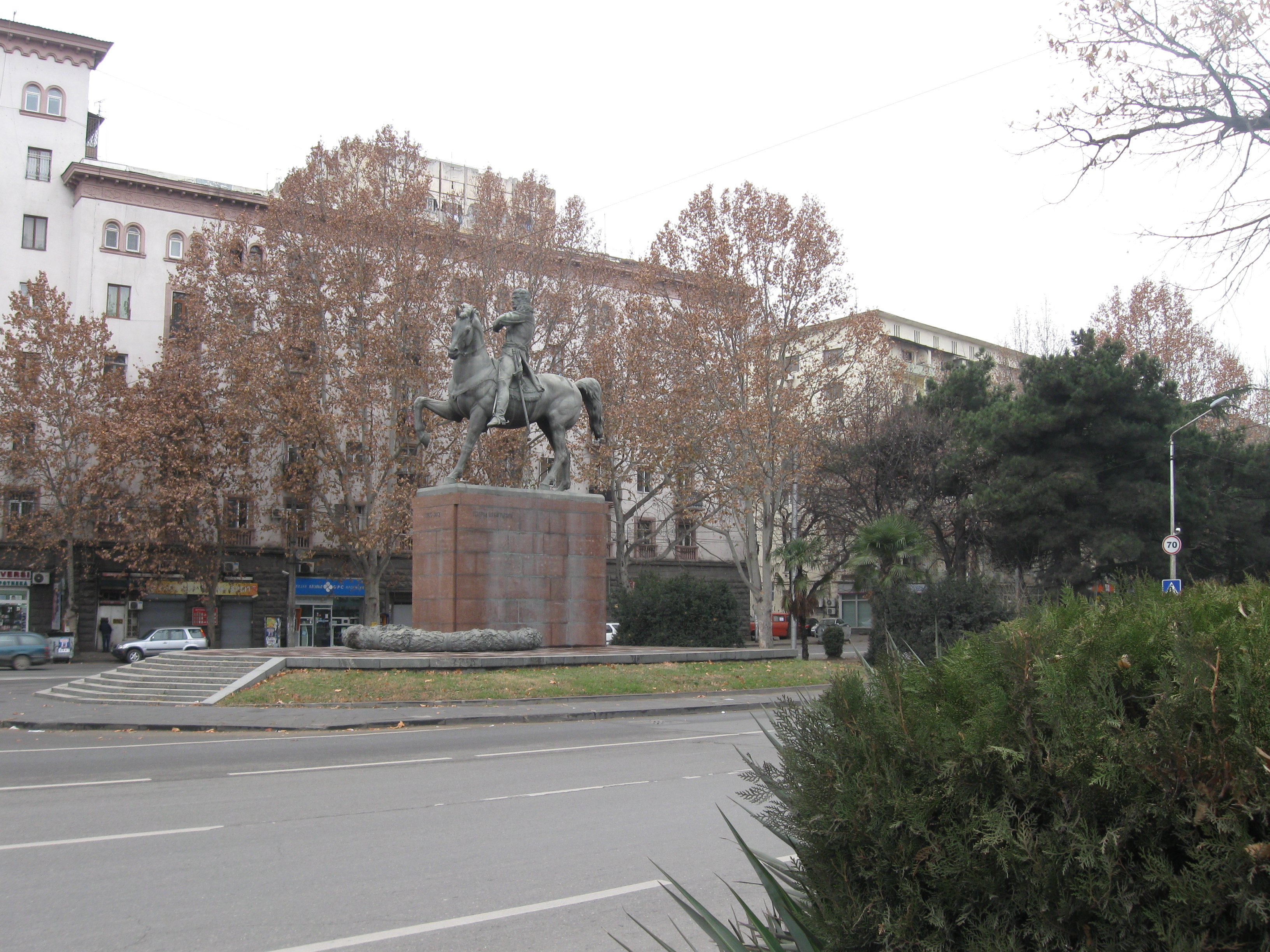
Пам'ятник Петру Багратіону

- буд. 1 — Тбіліський державний Азербайджанський драматичний театр
- буд. 17 — Музей грузино-азербайджанської культури імені Мірзи Фаталі Ахундова
- Монумент 300 арагвинських героїв
- Пам'ятник Петру Багратіону (1985, скульптор Мераб Мерабішвілі)[2].